# Sumo Digital
Sumo Digital Limited è una casa produttrice di videogiochi fondata nel 2003 nel Regno Unito a seguito della chiusura degli Infogrames Studios Sheffield (precedentemente conosciuta come Gremlin Interactive). Sumo impiega più 100 persone che alle spalle vantano una lunga esperienza di sviluppo decennale insieme .
La società è stata costituita da Carl Cavers , Paul Porter, Darren Mills e James Nord-Hearn .

## Giochi sviluppati
| Anno | Nome                                            | Piattaforma                                                                                | Pubblicazione                  |
| ---- | ----------------------------------------------- | ------------------------------------------------------------------------------------------ | ------------------------------ |
| 2003 | Broken Sword: Il sonno del drago                | PlayStation 2, Xbox                                                                        | THQ                            |
| 2004 | England International Football                  | Xbox                                                                                       | Codemasters                    |
| 2004 | OutRun 2                                        | Xbox                                                                                       | SEGA, Microsoft                |
| 2004 | TOCA Race Driver 2                              | PlayStation Portable                                                                       | Codemasters                    |
| 2005 | Virtua Tennis: World Tour                       | PlayStation Portable                                                                       | SEGA                           |
| 2006 | OutRun 2006: Coast 2 Coast                      | PlayStation 2, PlayStation Portable, Xbox, Microsoft Windows                               | SEGA                           |
| 2006 | Broken Sword: L'angelo della morte              | Microsoft Windows                                                                          | THQ                            |
| 2006 | Go! Sudoku                                      | PlayStation 3, PlayStation Portable                                                        | Ubisoft, Sony                  |
| 2007 | Virtua Tennis 3                                 | PlayStation 3, PlayStation Portable, Xbox 360, Microsoft Windows                           | SEGA                           |
| 2007 | Driver 76                                       | PlayStation Portable                                                                       | Ubisoft                        |
| 2007 | Super Rub 'A' Dub                               | PlayStation 3                                                                              | Sony Online Entertainment      |
| 2008 | Sega Superstars Tennis                          | PlayStation 2, PlayStation 3, Xbox 360, Nintendo Wii, Nintendo DS                          | SEGA                           |
| 2008 | New International Track & Field                 | Nintendo DS                                                                                | Konami                         |
| 2008 | GTI Club+                                       | PlayStation Network                                                                        | Konami                         |
| 2009 | OutRun Online Arcade                            | PlayStation Network, Xbox Live Arcade                                                      | SEGA                           |
| 2009 | Virtua Tennis 2009                              | PlayStation 3, Xbox 360, Nintendo Wii, Microsoft Windows                                   | SEGA                           |
| 2010 | Sonic & SEGA All-Stars Racing                   | Xbox 360, PlayStation 3, Nintendo Wii, Nintendo DS, Microsoft Windows                      | SEGA                           |
| 2012 | Sonic & All-Stars Racing Transformed            | Xbox 360, PlayStation 3, Nintendo Wii U, Nintendo 3DS, PlayStation Vita, Microsoft Windows | SEGA                           |
| 2014 | Forza Horizon 2 (in collaborazione con Turn 10) | Xbox 360                                                                                   | Microsoft                      |
| 2014 | LittleBigPlanet 3 (in collaborazione con Xdev)  | PlayStation 4                                                                              | Sony Computer Entertainment    |
| 2015 | Forza Horizon 2 Presents Fast & Furious         | Xbox 360                                                                                   | Microsoft                      |
| 2015 | Disney Infinity 3.0                             | Xbox 360, Xbox One, PlayStation 3, PlayStation 4, Wii, Wii U                               | Disney Interactive Studios     |
| 2016 | Forza Motorsport 6                              | Microsoft Windows                                                                          | Microsoft                      |
| 2016 | Forza Horizon 3                                 | Xbox One, Microsoft Windows                                                                | Microsoft                      |
| 2017 | Hitman (Colorado Episode)                       | Microsoft Windows, PlayStation 4, Xbox One                                                 | Square Enix                    |
| 2019 | Team Sonic Racing                               | Microsoft Windows, PlayStation 4, Xbox One, Nintendo Switch                                | SEGA                           |
| 2019 | Crackdown 3                                     | Microsoft Windows, Xbox One                                                                | Microsoft                      |
| 2020 | Sackboy: Una grande avventura                   | PlayStation 4, PlayStation 5, Microsoft Windows                                            | Sony Interactive Entertainment |